# VK Oufimotchka
VK Oufimotchka est un club russe de volley-ball fondé en 1970 et basé à Oufa, évoluant pour la saison 2019-2020 en Majeure Ligue A.

## Historique
- VK Bourevestnik (1970-1994)
- VK Oufimka (1994-1996)
- VK Prometeï (1996-2009)
- VK Oufimotchka (2009-2017)
- VK Samrau-UGNTU (2017-2019)
- VK Oufimotchka-UGNTU (2019-...)

## Effectifs

### Saison 2020-2021
| No                             | Nom                            | Date de naissance              | Taille                         | Poids                          | Poste                          |
| ------------------------------ | ------------------------------ | ------------------------------ | ------------------------------ | ------------------------------ | ------------------------------ |
| 1                              | Bella Gatsalova                | 10 août 1999                   | 187                            |                                | Centrale                       |
| 2                              | Anastassia Vinokourova         | 2 février 1998                 | 180                            |                                | Réceptionneuse-attaquante      |
| 3                              | Alia Khambikova                | 24 novembre 1999               | 187                            |                                | Centrale                       |
| 4                              | Anastassia Morozova            | 6 janvier 1998                 | 189                            |                                | Réceptionneuse-attaquante      |
| 5                              | Polina Drogomeretskaïa         | 24 décembre 1999               | 185                            |                                | Réceptionneuse-attaquante      |
| 6                              | Anna Kacharnykh                | 18 avril 2000                  | 185                            |                                | Réceptionneuse-attaquante      |
| 7                              | Ievguenia Stolpovskaïa         | 10 mars 1990                   | 185                            |                                | Réceptionneuse-attaquante      |
| 9                              | Viktoria Dokhnovskaïa          | 22 mars 1995                   | 170                            | 52                             | Libero                         |
| 10                             | Iaroslava Davydova             | 10 mars 1999                   | 193                            |                                | Centrale                       |
| 11                             | Aleksandra Maïorova            | 21 novembre 1995               | 174                            |                                | Libero                         |
| 12                             | Anastassia Petrounina          | 7 novembre 1998                | 190                            | 82                             | Réceptionneuse-attaquante      |
| 14                             | Irina Lobanova                 | 4 mars 2002                    | 175                            |                                | Passeuse                       |
| 15                             | Olga Khlebnikova               | 14 mai 2000                    | 179                            |                                | Passeuse                       |
| 18                             | Irina Rechetova                | 14 mai 2000                    | 184                            |                                | Centrale                       |
|                                |                                |                                |                                |                                |                                |
| Encadrement technique          | Encadrement technique          |                                | Légende                        | Légende                        | Légende                        |
| Entraîneur : Vladislav Makarov | Entraîneur : Vladislav Makarov | Entraîneur : Vladislav Makarov | : Capitaine                    | : Capitaine                    | : Capitaine                    |
| Entraîneur(s) adjoint(s) :     | Entraîneur(s) adjoint(s) :     | Entraîneur(s) adjoint(s) :     | : Joueuse blessée actuellement | : Joueuse blessée actuellement | : Joueuse blessée actuellement |